# Španělsko na Zimních olympijských hrách 1992
Španělsko se účastnilo Zimní olympiády 1992. Zastupovalo ho 17 sportovců (13 mužů a 4 ženy) v 4 sportu.

## Medailisté
| Medaile | Jméno                     | Sport           | Soutěž      |
| ------- | ------------------------- | --------------- | ----------- |
| Bronz   | Blanca Fernández Ochoaová | Alpské lyžování | Ženy slalom |